# مدرسة صامويل جومبرز الثانوية

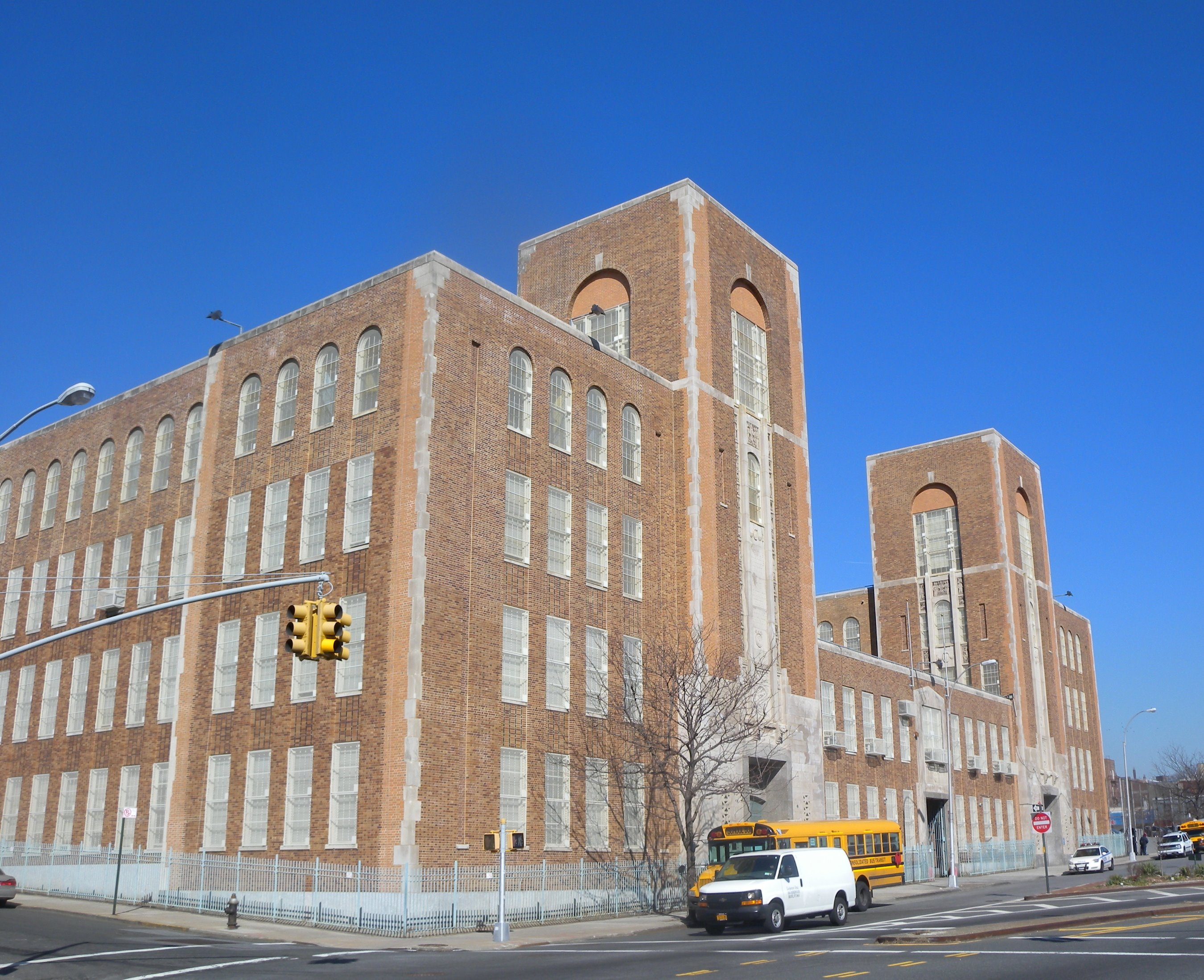

كانت مدرسة صامويل جومبرز الثانوية للتعليم المهني والتقني مدرسة مهنية عامة للصفوف من 9 إلى 12 تقع في شرق موريسانيا ، برونكس ، نيويورك ، وقد سميت باسم مؤسس الاتحاد الأمريكي للعمل صامويل جومبرز . تأسست المدرسة في عام 1930 باسم مدرسة صموئيل جومبرز الصناعية الثانوية للبنين .  تم إغلاقها في عام 2012. 